# 薩藩旧記雑録
薩藩旧記雑録（さっぱんきゅうきざつろく）は、江戸時代後期から明治期にまとめられた島津氏および薩摩藩家臣の鎌倉時代から明治までの文書集。島津氏、および薩摩藩政史研究の根本史料である。

## 概要

### 編者
薩摩藩の記録奉行であった伊地知季安が文政頃から藩内諸家の文書や記録の書写・蒐集を始めたのが基となっている。その後、弘化頃より季安の息子である季通がその事業を引継ぎ、1880年（明治13年）に浄写が完了したのを持って取りあえずの完成時期と見なされている。しかし、実際は1897年まで季通単独による増補訂正作業が続行されていた。

### 内容
それまで薩摩藩では『島津世家』『島津国史』などの藩の正史を編纂する事業を幾度か興しているが、それらは全部漢文編年体による物語調のものであった。それらに対し、本書はあくまで古文書を編年順に並べることを主眼としており、藩の御用学者による牽強付会が入っていないところに特色がある。
所収された古文書の中には、その後の廃仏毀釈、西南戦争などで消失した物も多く、史料としての価値は非常に高い。
問題点としては、わずかな人数で莫大な古文書の編纂書写作業を進めたため、書写間での誤脱や重複が見られることが挙げられる。また、すべての文書を書写できず、中世文書や近世藩政史料の一部（知行目録など）は収録できなかった点には留意する必要がある。

## 写本
- 島津家本
  - 伊地知季安・季通親子による自筆草稿本。東京大学史料編纂所所蔵。外題は『旧記雑録』となっている。1997年（平成9年）に国の重要文化財に指定。
- 内閣文庫本
  - 1880年に内閣修史局に提出されたもの。国立公文書館所蔵。外題は『薩藩日記』とある。
- 県立図書館本
  - 上記・内閣文庫本の原稿と思われるもので、鹿児島県立図書館所蔵。外題は『薩藩旧記雑録』とある。

## 構成
島津家本
- 前編48巻（1041年（長久2年）～1554年（天文23年）
- 後編102巻（1555年（弘治元年）～1644年（正保元年））
- 追録182巻（1644年（正保2年）～1895年（明治28年））
- 附録30巻（年月特定不能文書）

内閣文庫本、県立図書館本
- 前編（前集）36巻（長久2年～天文23年）
- 後編（後集）32巻（弘治元年～元和元年（1615年））
- 追補3巻（1616年（元和2年）～正保元年）※県立図書館本のみ
- 附録5巻　※県立図書館本のみ

## 刊行物
現在、鹿児島県歴史資料センター黎明館から順次発行されている『鹿児島県史料』で見ることが出来る。